# Elecciones presidenciales de Transnistria de 2006
Las elecciones presidenciales se celebraron en Transnistria el 10 de diciembre de 2006. El actual presidente Ígor Smirnov ganó a pesar de que la oposición se había endurecido durante las últimas semanas de la campaña. Tres candidatos se registraron para postularse además del titular Smirnov: el diputado Bender por el partido Renovación Peter Tomaily, la candidata del Partido Comunista Transnistrio Nadezhda Bondarenko y el periodista Andrei Safonov.

## Antecedentes
La candidatura de Andrey Safonov fue inicialmente rechazada sobre la base de firmas insuficientes y presuntamente fraudulentas, pero el 30 de noviembre el tribunal de justicia de Tiráspol la aceptó.
A pesar del fallo del tribunal, en la reunión de la Comisión Electoral del 27 de noviembre no se aceptó el registro de Safonov y algunos miembros alegaron que la decisión del tribunal debía ser impugnada en una instancia superior. La Comisión autorizó finalmente la candidatura el 5 de diciembre.
A partir del 7 de diciembre se permitió el voto anticipado a aquellas personas a las que les fuera imposible acudir a las urnas el 10 de diciembre.

## Conducta
Andrei Safonov, uno de los candidatos de la oposición, sugirió que los resultados de las elecciones fueron manipulados a favor del líder en funciones. Afirmó que había una extraña diferencia entre los resultados de las encuestas a boca de urna y los resultados oficiales y procedió a impugnar los resultados electorales en los tribunales.

## Resultados
|  | 83.90 % |

|  | 8.26 % |

|  | 4.01 % |

|  | 2.16 % |

|  | 1.67 % |

|  | 98.2 % |

|  | 1.8 % |

|  | 62.89 % |